# Enderby Plain
Koordinaten: 60° 0′ S, 40° 0′ O
Die Enderby Plain (englisch für Enderby-Ebene, auch bekannt als Enderby Abyssal Plain) ist eine abyssale Ebene im Südlichen Ozean. Sie erstreckt sich zwischen dem 55. und 63. Grad südlicher Breite sowie zwischen dem 29. und 55 Grad östlicher Länge.
Wissenschaftler der britischen Discovery Investigations an Bord der Discovery II entdeckten die Ebene in den 1930er Jahren. Sowjetische Wissenschaftler an Bord des Forschungsschiffs Ob erkundeten sie zwischen 1957 und 1958. Die Benennung leitet sich von derjenigen des ostantarktischen Enderbylands ab und wurde Juni 1988 durch das US-amerikanische Advisory Committee on Undersea Features (ACUF) bestätigt.